# 西宮市立香櫨園小学校
西宮市立香櫨園小学校（にしのみやしりつ こうろえんしょうがっこう）は、兵庫県西宮市にある公立小学校。
令和元年5月1日現在の児童数は1042人。阪神南県民センター管内では最多の児童数を有する小学校である。

## 概要
西宮市中浜町に位置する。1957年（昭和32年）9月に開校した。
校区は、大浜町、川東町、川添町、川西町、中浜町、堀切町、屋敷町、松下町、弓場町、上葭原町、中葭原町、下葭原町、市庭町（6～9番）、神楽町（5～7番）、宮西町（3・4・7・8・10～14番）。
西宮市立浜脇小学校とともに西宮市立浜脇中学校の校区を構成する。

## 沿革
- 1957年（昭和32年）9月1日 - 西宮市立香櫨園小学校として浜脇小学校から分離開校。
- 1958年（昭和33年）1月21日 - 開校式を挙行。この日を創立記念日とする[1]。
- 1997年（平成9年）4月25日 - 震災復旧・復興工事完了。

## 著名な出身者
- 村上春樹 （小説家)
- 篠原正寛 (西宮市議会議員)

## 通学区域が隣接している学校
- 西宮市立浜脇小学校
- 西宮市立安井小学校
- 西宮市立夙川小学校
- 芦屋市立打出浜小学校
- 芦屋市立浜風小学校 （海を挟んで隣接。）